# Nánfalva
Nánfalva (Nănești), település Romániában, a Partiumban, Máramaros megyében.

## Fekvése
Máramarosszigettől délkeletre, az Iza jobb partján fekvő település.

## Története
Nánfalva nevét 1412-ben, majd 1414-ben említette először oklevél Nanfalua néven.
1490-ben Nanfalwa, 1414-ben ugyancsak Nanfalwa, 1808-ban Nánfalva, Nanyest, 1888-ban Nánfalu (Nánysty), 1913-ban Nánfalva néven írták.
1910-ben 771 lakosából 87 német, 683 román volt. Ebből 684 görögkatolikus, 86 izraelita volt.
A trianoni békeszerződés előtt Máramaros vármegye Sugatagi járásához tartozott.